# Nikolaj Hansen (Politiker)
Nikolaj Peter Thorsten Hansen (* 18. Februar 1892 in Uummannaq; † 1935) war ein grönländischer Landesrat.

## Leben
Nikolaj Hansen war der Sohn des Oberkatecheten Hans Andreas Jakob Theofilus Hansen (1860–?) und seiner Frau Emilie Bolette Juditha Motzfeldt (1865–?). Sein Bruder war Hans Hansen (1890–?). Nikolaj heiratete am 22. Juli 1913 in Qeqertarsuatsiaat Ane Maria Benigne Lynge (1896–?), Tochter des Böttchers Lars Christian Rasmus Vittus Lynge (1855–1928) und seiner Frau Vitta Pouline Ane Elisabeth Margrethe Elberg (1860–1930). Aus der Ehe ging unter anderem der Sohn Hans A. Hansen (1925–1997) hervor. Nikolajs Bruder war mit der Schwester seiner Frau verheiratet. Eine weitere Schwester seiner Frau war mit dem Künstler Stephen Møller (1882–1909) verheiratet. Seine eigene Schwester war hingegen die Frau des Landesrats Hans Petersen (1895–1982).
Er zog jung mit seiner Familie von Nordgrönland in den Süden nach Qeqertarsuatsiaat. Dort lebte er als Jäger. 1927 war er Mitglied im südgrönländischen Landesrat. Im Folgejahr wurde er von Asser Berthels vertreten und danach nahm Theofilus Johnsen den Platz ein. Er starb 1935 im Alter von nur 43 Jahren.